# Cestvs: The Roman Fighter
Cestvs: The Roman Fighter (japanisch 拳闘暗黒伝セスタス) ist eine Manga-Serie von Shizuya Wazarai, die von 1997 bis 2009 in Japan erschienen ist. Seit 2010 erscheint eine Fortsetzung namens Kendo Shitō Den Cestvs. 2021 erschien eine Anime-Adaption von Studio Bandai Namco Pictures.

## Handlung
In seinen ersten Kampf trifft Cestvs seinen Freund an der Sklaven-Gladiatorenschule. Ohne zu zögern tötet er ihn, denn sein Ausbilder hat ihn erzählt, dass Verlierer keine Chance haben zu gewinnen. In jeden Kampf werden die Gegner immer mächtiger und später kämpft Cestvs gegen den fünften Kaiser des Römischen Reiches namens Nero.

## Manga
Die Mangaserie wurde von 1997 bis 2009 im Magazin Young Animal veröffentlicht. Die Kapitel wurden von Hakusensha in 15 Sammelbänden veröffentlicht. Die Fortsetzung Kendo Shitō Den Cestvs startete im Mai 2010 im gleichen Magazin, wo das letzte Kapitel im Juni 2014 erschien. Von September 2014 bis Juni 2018 wurde die Serie dann im Magazin Young Animal Arashi weitergeführt. Von September 2018 bis Juni 2020 folgten dann weitere Kapitel bei Manga Park. Seit November 2020 erscheint der Manga bei Young Animal Zero.

## Animeserie
Eine Adaption der zweiten Mangaserie als Anime entstand beim Studio Bandai Namco Pictures unter der Regie von Toshifumi Kawase, der auch Hauptautor war, und Kazuya Monma. Die künstlerische Leitung lag bei Kōki Nagayoshi, für den Ton war Toru Nakano verantwortlich und die CGI-Arbeiten leitete Seiki Hayashi. Für die Kameraführung war Teppei Satō verantwortlich. Die 25 Minuten langen Folgen werden seit dem 15. April 2021 von Fuji TV in Japan ausgestrahlt. Die Plattform Crunchyroll veröffentlicht die Serie international per Streaming, unter anderem mit deutschen und englischen Untertiteln.

### Synchronisation
| Rolle     | japanischer Sprecher (Seiyū) |
| --------- | ---------------------------- |
| Cestvs    | Hiromu Mineta                |
| Zafar     | Rikiya Koyama                |
| Ruska     | Kensho Ono                   |
| Demitrius | Hiroki Tochi                 |
| Nero      | Yuto Uemura                  |
| Sabina    | Aya Endo                     |

### Musik
Die Musik der Serie komponierten Masahiro Tokuda, Akihiro Manabe und Yoshihei Ueda. Das Vorspannlied ist Endeavor von Dragon Ash und der Abspann ist unterlegt mit Kirei Da von Sarasa Kadowaki.